# Urophora claripennis
Urophora claripennis är en tvåvingeart som beskrevs av Foote 1987. Urophora claripennis ingår i släktet Urophora och familjen borrflugor. Inga underarter finns listade i Catalogue of Life.